# Photoline
Photoline – komercyjny program do edycji grafiki rastrowej, przeznaczony dla systemów Windows i MacOS X. Obsługuje m.in. modele barw RGB, CMYK oraz Lab przy 16 bitach na kanał. Potrafi również importować pliki Photoshop *.psd z zachowaniem efektów, oraz obsługiwać wtyczki *.8bf.
Photoline różni się od innych programów graficznych wsparciem dla edycji tekstu oraz wielostronicowych dokumentów. Cechą właściwą programu jest również bezstratna edycja obrazów (odpowiednik Smart Objects w Photoshopie) oraz obsługa formatu RAW dla niemal każdego aparatu cyfrowego.
Program powstał pierwotnie jako aplikacja dla Atari ST. Z czasem został jednak przekształcony w narzędzie edycyjne dla procesorów x86.

## Systemy operacyjne
Photoline dostępny jest na następujące systemy:
- Windows (Win98/NT4/2000/ME/XP/Vista)
- Mac OS X (10.4/Mac OS X 10.5)

Istnieje również możliwość uruchomienia programu w środowisku Linux przy wykorzystaniu aplikacji Wine.

### Wymagania systemowe
- Windows – min. 128 MB pamięci, 30 MB wolnego miejsca na dysku, rozdzielczości 1024×768.
- Mac OS X – min. 256 MB pamięci, 50 MB wolnego miejsca na dysku, rozdzielczości 1024×768.

## Funkcje programu
Photoline posiada wbudowaną przeglądarkę obrazów, która może zostać zainstalowana jako domyślna przeglądarka systemowa.

### Wybrane funkcje programu Photoline

#### Przetwarzanie obrazów
- Wsparcie dla formatu RAW
- 16 bit na kanał, wsparcie CMYK i Lab
- Zarządzanie kolorem (profile ICC)
- Bezstratna edycja obrazów
- Edycja cyfrowych fotografii
- Narzędzia do retuszu i korekty

#### Przeglądanie obrazów
- Wsparcie IPTC i EXIF
- Bezstratne obracanie obrazów
- Zmiana nazw obrazów oraz tworzenie katalogów
- Tworzenie galerii HTML
- Dodawanie i edycja słów kluczowych
- Zaawansowane funkcje wyszukujące

#### Układ i tekst
- „Prawdziwy” Import i Eksport PDF
- Wielostronicowe dokumenty
- Tworzenie kalendarzy
- Funkcje wzbogaconego tekstu

#### Internet i animacje
- Tworzenie animacji Flash oraz GIF
- Eksport na potrzeby WEB
- Generator przycisków
- Mapy obrazów

#### Inne funkcje
- Zautomatyzowana konwersja obrazów
- Tworzenie pokazów zdjęć
- Nagrywanie akcji automatycznych (makro)
- Drukowanie wielostronicowych dokumentów
- Wsparcie dla USB-Memory (Portable)
- Wsparcie systemów wieloprocesorowych
- Import plików Photoshop *.psd z zachowaniem efektów
- Obsługa wtyczek *.8bf
- Warstwy wektorowe
- Wirtualne kopie obrazów
- Tryb pikseli